# Tartózkodó kérelem

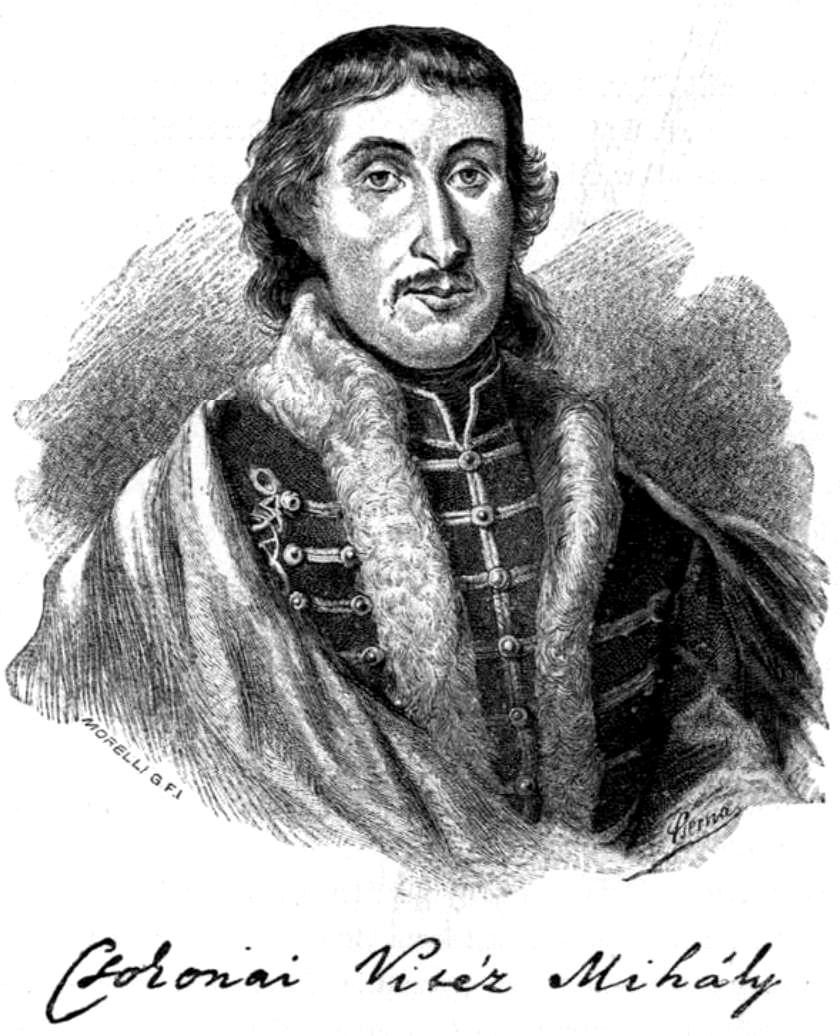
Csokonai Vitéz Mihály

A Tartózkodó kérelem Csokonai Vitéz Mihály 1803-ban megjelent[forrás?] költeménye. Első változata Egy tulipánthoz címmel 1793-as keltezésű. Tíz évvel a mű keletkezése után, amikor a költő a Lilla-dalokat kötetbe gyűjtötte, ezt is felvette a ciklusba Tartózkodó kérelemre változtatva a címét. A szerelmes vers a régi magyar virágénekekkel rokon, játékos, gyengéd érzelmeket fejez ki. Stílusa: rokokó, műfaja: dal.
Tündöklő tulipántos vers...

## Szerkezete
- 1. Udvarlás: a férfi szerelmének hevét csak egy szerelmes lány csillapíthatja.
- 2. Leírás: a kis „tulipán” dicsérete: szeme, ajkai.
- 3. Kérés: pajkos gyengédséggel megfogalmazva, csábító ígérettel fűszerezve a földön túlinak lefestett lényhez.

## Költői képek
- Metaforák: szerelemnek ... tüze, tulipánt, Szemeid ragyogása ... tűz, ajakid harmatozása.
- Jelzők: hatalmas, megemésztő, gyönyörű, kis, szép, eleven, hajnali, angyali, ambrózia.

## Verselése
Szimultán verselésű: ütemhangsúlyos és időmértékes verselésű egyszerre. Kétütemű (8-as, 7-es) keresztrímesnek és ionicus a minore verslábaiban (U U — —) írt költeménynek egyaránt értelmezhető.

## Rímek
Keresztrímek: a b a b

## A vers szövege

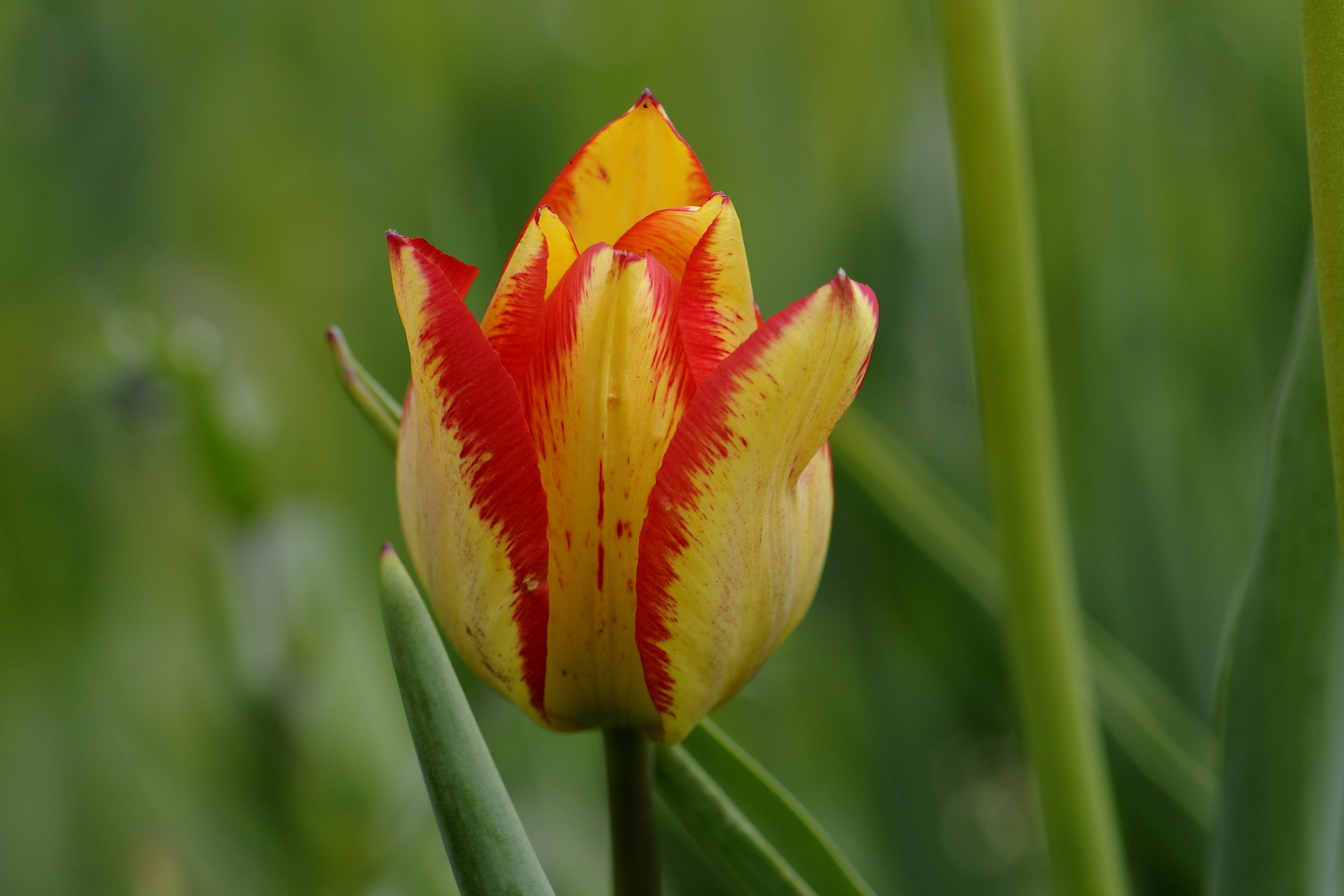
Gyönyörű kis tulipán

A hatalmas szerelemnek

     Megemésztő tüze bánt.

Te lehetsz írja sebemnek,

     Gyönyörű kis tulipánt!

Szemeid szép ragyogása

     Eleven hajnali tűz,

Ajakid harmatozása

     Sok ezer gondot elűz.

Teljesítsd angyali szókkal,

     Szeretőd amire kért:

Ezer ambrózia csókkal

     Fizetek válaszodért.